# Idrottsledare
Idrottsledare är ett samlingsnamn för personer som arbetar med idrott utan att vara idrottare själva. De är istället ledare i en bestämmande administrativ roll, såsom tränare, föreningsordförande och så vidare.